# 푸레페차어
푸레페차어(Purépecha) 또는 타라스카어(Tarascan)는 멕시코 미초아칸주 고지대에서 약 14만 명의 푸레페차인들이 사용하는 고립된 언어 또는 소규모 어족이다. 유럽인 도래 이전 타라스칸 왕국의 주요 언어였으며 전성기에 이 지역에 널리 퍼져 있었다. 알려진 어떤 언어와도 연관 관계가 없으며, 지리적으로 메소아메리카에서 사용되지만 주변의 메소아메리카 언어 지역을 정의하는 특성 중 대부분을 공유하지 않는다. 이 때문에 이 언어동조대 형성에 기여한 인구가 이주해오기 전부터 사용된 토착 언어라는 설과 반대로 비교적 최근에 도래한 언어라는 설이 있다.

## 같이 보기
- 푸레페차 제국